# الشريف محي الدين
الشريف محي الدين حيدر اسمه محي الدين علي حيدر باشا، أحد أعلام الموسيقى العربية، نشأ وتربى في تركيا، وكان والده يشغل منصب أمير مكة حيث كان آخر أمير عينهُ العثمانيون على مكة المكرمة.
ولد في تركيا في مدينة إسطنبول عام 1892م، ثم ارتاد كلية الحقوق وفي السنة التي تلت السنة الأولى في كلية الحقوق دخل في دار الفنون كلية الآداب، ولقد حصل على الشهادتين العاليتين فيهما حيث تمكن من الجمع بين الاختصاصين معا.

## نسبه
ينتسب الشريف محي الدين حيدر إلى عائلة كريمة وشريفة من أصل هاشمي اذ كان والده هو الشريف علي حيدر باشا بن الشريف عبد المطلب وهو آخر أمير لمكة تم تعيينه من الدولة العثمانية بعد الشريف
حسين قائد الثورة العربية الكبرى ضد الدولة العثمانية سنة 1916م

## حياته الفنية
منذ صغره وعندما كان في سن الثالثة والرابعة من عمره بدأ يميل وينجذب إلى الموسيقى، فبدأ يحاول عزف ما يسمعه من الأغاني على آلة البيانو، وعندما وصل السابعة من عمره بدأ يتعلم آلة العود بنفسه أولاً أذ كان يستمع إلى كبار الأساتذة الموسيقيين الذين يحضرون إلى قصر والده في أسطنبول، ونظراً لكونه منشغلاً في دروسه الأخرى (المدرسية) فأن تعليمه للموسيقى لم يأت بصورة منتظمة، ومع هذا وعندما بلغ الثالثة عشر من عمره كان قد تمكن من العزف على آلة العود بدرجة كبيرة جداً فاق ما كان معروفاً عن العود في ذلك الوقت.
تمكن الشريف محيي الدين حيدر وهو في هذه العمر الصغيرة من تلحين (سماعي هزام) الخانة الأولى والتسليم والخانة الثانية.
في عام 1919 أخذ الشريف بالكتابة عن العود وبتلحين آثار خالدة لم تكن معروفة لا في معزوفات آلة العود ولا في (الساز)، وقد أيد الاساتذة المعروفون في ذلك الوقت أستاذيته وعبقريته، وبآثاره هذه قد خدم آلة العود خدمة كبيرة، ومن هذه الآثار (الطفل الراكض، تأمل، ليت لي جناح) كما أنه كتب سماعيات للساز تبرز خصوصياته في الخانة الرابعه، وعندما أستمع الفنان (رؤوف يكتا) إلى سماعي عراق الذي ألفه الشريف، قال لصديقة الفنان (أحمد أفندي زكائي دده زاده): «الآن لقد اكتمل فصل العراق «لان ذلك الفصل لم يكن يمتلك هذا النوع من السماعي.
لقد استفاد الشريف محيي الدين حيدر من الاساتذه (علي رفعت) بخصوص الموسيقى التركية الكلاسيكية، ومن الاستاذ (احمد افندي زكائي دده زاده) من ناحية المقامات واصولها.
في سن الرابعه عشر بدأ الشريف العزف على آلة (الفيولونسيل) حيث أخذ دروساً منتظمة عن هذه الآلة، وبعد أنهيار الخلافة العثمانية ترك استاذه واخذ يعتمد على نفسه في تنمية قابلياته وتكملة معلوماته في آلة التشيللو.

## اسلوبه في العود
يعتبر الموسيقار الشريف محي الدين حيدر من أهم الموسيقيين الذين أتقنوا أعلى مراحل العزف على العود ومؤلفا عميقا مبدعا لأعمال موسيقية متماسكة البنية وذلك لما يحمله من الهام نابع من أفكار عميقة في الموسيقى، كان يتبع في التأليف الحس الفني الصادق والفكرة العميقة المرهفة وأن كان في اتجاه لا ينسجم والقواعد التأليفية القديمة، إلا أن هذا في رأيه أفضل من أن يكرر ما سبق، مع بعض الإضافات التي جعلت العود آلة لها إمكاناتها العالمية، أضافه إلى كل ذلك دراستة المتنوعة للموسيقى وثقافتة العامة، حيث تشبع بالروح الشرقية والعربية مطورا وسائلة من خلال دراسته للموسيقى الغربية وآلة الفيولونسيل مدركا وبشكل مبكر أهمية ما يدور في الموسيقى العالمية وتأثير ذلك على التجديد من خلال وضع أسس حدايثه لمدرسة العود العراقية التي انتشرت في بقاع كثيرة من العالم والتي أنصفت الموسيقى وآلة العود في العالم العربي، واستطاع أن يوفق بين الموسيقى العربية والعالمية.

## سفره إلى اميركا
في سنة 1924 سافر الشريف إلى اميركا، وفي أول أسبوع من وصوله أقام على شرفه أستاذ البيانو المشهور (آل - كودوسكي) مأدبة حضرها من الفنانين العالمين (كريسلر، هايفتز، والبروفسور أوير) وغيرهم من الشخصيات، وفي هذه المأدبة وبناءاً على الطلبات عزف الشريف محيي الدين حيدر على آلة العود بعض مؤلفاته الموسيقية فنالت اعجابهم.
وفي 24 آب/أغسطس عام 1924 ظهرت مقالة في (نيويورك هيرالد تربيون - قسم الدراسات) حيث لمحت إلى هذا الاجتماع الفني وقالت ان كلاً من كودوسكي وكريسلر قد اتفقوا على ان الأنقلاب الذي أحدثة الشريف محيي الدين حيدر في آلة العود يشبة الأنقلاب الذي أحدثه الموسيقار (بكنيني) في آلة الكمان.

## في الفيولونسيل والتشيلو
تمكن الشريف محيي الدين حيدر من توسيع معارفة وعلومه في آلة (الفيولونسيل) أثناء وجوده في نيويورك حيث استفاد من الأستاذ (ب. قاشكا) أذ تلقى منه المعرفة واسرار آلة (الفيولونسيل) أضافة إلى كل ما يتعلق بهذه الآلة من معلومات.
في سنة 1928 تمكن من أقامة أول حفل خاص به وخلال هذه السنوات الاربعه من (1924 - 1928) التي مرت به عاش خلالها ضروف خانقة مادية من جهه ومعنوية من جهة أخرى، ولكنه كافح كفاحاً مريراً لأجتياز هذه المنحة حيث انه كان مسؤولاً عن كسب رزقه من جهة ومن جهة أخرى كان يحضر لاقامة أول حفلة موسيقية له، وفي 13 كانون الأول 1928 قدم اولى حفلاته الموسيقية وبحضور أكثر من 20 ناقداً موسيقياً وذلك على قاعة (تاون هول) حيث قدم على آلة الفيولونسيل - التشيللو قطع موسيقية وسوناتات لكل من (لوكاتيلي - سانت سايني - سباستيان باخ - بوبر - ورافيل) بالإضافة إلى آثاره الأخرى التي عزفها على آلة العود.
في 16 كانون الأول 1928 نشرت جريدة (ساندي تلغراف) ما تحدثوا به النقاد حول الحفلة جاء فيه:
 «ان الفنان بأسلوبه الراقي المتميز في العزف على آلة الفيولونسيل وتمكنه من استخدام اصابع كلتا يدية فهو بذلك يمتلك قابلية متميزة حيث بأخراجه أصواتاً متناسقة من عوده فأنه يذكرنا بعازف الكيتار الشهير (سيكوفيا) إضافة إلى ذلك فأنه أبدع في العود حيث اخرج اصواتاً لم نسمعها ولم نألفها من قبل «. كذلك امتدحته صحيفة (نيويورك تايمس) كثيراً وأظهرت أعجابها به.
ان هذا النجاح الباهر للشريف محيي الدين حيدر بعد هذه الحفلة والحفلات اللاحقة جعلته في عداد الفنانين المرموقين وجذبت الية الانظار وتوالت الدعوات الية من بقية الولايات فكان يلبي هذه الدعوات ويقيم الحفلات الموسيقية هناك، دعي في نيويورك إلى ساعة (اديسون) في أذاعة (ويبني) فقدم قطعاً موسيقية شرقية على آلة العود ضمن منهاج خاص عن الشرق الأوسط.
في 3/مارس/1928 نشرت مجلة (ميوزيكال):» هذا الفنان الكبير الذي أدهشنا بحركات أصابعه السريعه وأنسياب الالحان منها وتناسق تلك الالحان تناسقاً مدهشاً مع حركات ألاصابعه، انه عظيم حقاً».

## تلامذته
1ـ جميل بشير
2ـ سلمان شكر
3ـ سركيس اورشو
4ـ روحي الخماش
5ـ غانم حداد
6ـ سالم عبد الله
7ـ منير بشير
8ـ غانم حداد
9ـ جورج ميشيل
10ـ الشاعرة نازك الملائكة

## في الرسم
لم تقتصر اهتماماته على الموسيقى فقط وانما كان مهتماً بالرسم (البورترية أو بيساج) حتى ان بعضاً من اعمالة وضعت في المتاحف والمعارض. ومن اشهرها بورترية للشاعر عبد الحق حامد حيث وضع احدهما في متحف (توب قابي سراي) والاخرى وضعت امام الجامعة.

## تاًسيس أول معهد موسيقى في العراق
في عام 1936 طلبت منه حكومة المملكة العراقية المجيء إلى العراق لتأسيس أول معهد رسمي للموسيقى في بغداد، فرحب بهذه الفكرة واجاب طلبها، وتأسس المعهد المذكور بنفس السنة. ولم يقتصر عمل الفنان الشريف محيي الدين حيدر على أدارة المعهد بل تولى بنفسه تدريس آلتي (العود والفيولونسيل).
وتشكلت هيئة التدريس في المعهد أنذاك أضافةً للشريف محيي الدين (والذي أخذ على عاتقه تدريس آلة العود) من مجموعة بارزة من أساتذة العراق والوطن العربي أمثال على الدرويش الذي ولد في حلب، ولقد قدم من مصر لتدريس آلة الناي والموشحات.
وتخرج على يد الشريف محيي الدين كعازف على آلة العود من المعهد.
الدورة الأولى عام 1943 كلا من جميل بشير وسركيس اورشو
الدورة الثانية 1944 سلمان شكر
الدورة الثالثة 1945 منير بشير
الدورة الرابعة 1946 غانم حداد
الدورة الخامسة 1947 سالم عبد الله
الدورة السادسة 1948 الشاعرة الكبيرة نازك الملائكة.
أن بعض الذين استمعوا ودرسوا مؤلفات الشريف محيي الدين حيدر يخطئون في فهم جزء منها على أنها تكنيكية تعتمد أسلوب الحركة السريعة وأنها تشيع البهجة والسرور، صحيح أن بعضا منها يبدو فرحا ورشيقا ولامعاً لكن المتعمق في هذه الأعمال (الطفل الركض، الطفل الراقص، كبريس) يجد فيها عمقا روحيا وتعبيريا جميلا قادرا على إنعاش الذهن والحواس وعلى خلق آفاق وأفكار جديدة، ولكن لم تكن أذن المستمع التي اعتادت أسلوب النغمة الطويلة والإيقاع البطيء والغنائية في الموسيقي قادرة على أدراك ذلك العمق من الوهلة الأولى. وفي أعمال مثل (تأمل، سماعي مستعار، سماعي عشاق) كان اقل تعقيدا على أذن المستمع لكن في الوقت نفسه عميقا وصانعا ماهرا مدركا لما كان يفعل وقد استطاع أن يعكس بصدق وضع الفنان الذي يتوق إلى التحرر من سلطة الأسلوب الكلاسيكي بالرغم من انه استخدم قوالب الموسيقى العربية القديمة في بعض مؤلفاته لكن بمحتوى حداثوي.
أن الشريف لم ينطلق في أعماله من سعادته أو مأساته الخاصة فقط، بل من روح العصر وأحاسيسه أما عناصر الفرح والرشاقة والخفة هي إحدى الجوانب العديدة في موسيقاه حيث هنالك الجانب الرومانسي الهادئ وأيضا الإحساس الكامل بالتفرد والجماعي أحيانا. كلما اقتربنا من عالمه أدركنا مدى اتساعه وشموليته وتميزه حيث كان دائم البحث عن ابتكارات منطلقة من التراث ومن فكرة الموسيقى العربية ومن خلال ابتكاراته التي تصب في جوهر عمل الموسيقى العربية وعمقها مثل (تقنية الأصابع والريشة، العلامات المزدوجة، اختيار مقامات مهمة لم يتناولها أحدا من قبل لصعوبة التأليف على سلمها، أيجادا قوالب جديدة، تطوير مفهوم التقاسيم) من خلال كل ما تقدم، استطاع أن يتجاوز في ذلك أساليب عصره مكتشفاً آفاق ووسائل تعبيرية جديدة، بالرغم من تحليقه الشاهق ضل فنانا متواضعا يبحث عن العلم والتدريب المتواصل من اجل العود والموسيقى حتى آخر أيامه.

## مؤلفاته
من أشهر مؤلفاته:
الطفل الراكض - الطفل الراقص - ليت لي جناح - اغاني للأطفال - كابرس -1-، كابريس - 2 - سماعي نهاوند - سماعي عراق - سماعي مستعار - سماعي عشاق - سماعي دوكاه - سماعي هزام - تأمل -1 وتأمل - 2  - تأمل 3 - تأمل 4
السمات الفنية لمدرسة الشريف محيي الدين حيدر
1-أرسى الشريف محيي الدين حيدر افكاراً وثقافة موسيقية لم تكن معروفة في العراق والمتمثلة (1- السماعيات 2- البشارف) مؤطرة بثقافته الموسيقية الغربية والتي أصبحت سمة واضحة في مؤلفاته.
2-سعة ادراكة وثقافتة الفنية جعلته قادراً على بناء مدرسة للعود في بغداد تختلف عن مدرسة العود المصرية الشرقية والتي تتبع النظام الموسيقي الطربي والمقامي البحت.
تتلمذ على يده كلاً من (جميل بشير - سلمان شكر - غانم حداد - منير بشير - سالم ذياب - والشاعرة نازك الملائكة) ولا بد ان ننوه إلى ان طلبته انقسموا إلى فريقين منهم من واصل العزف منفرداً على العود وعلى طريقة الشريف بكل حذافيرها مثل الفنان سلمان شكر، اما القسم الآخر فقد اتجهوا لدراسة ما لم توفره لهم مدرسة استاذهم الشريف فتعلموا واتقنوا التقاسيم بعيداً عن الاسلوب التركي بعض الشئ، أي تقربوا إلى محيطهم الموسيقي المتمثل بالمقامات العراقية والالوان الريفية والبستات العراقية.
أمتازت مدرسة الشريف محيي الدين حيدر بما يلي:
1.أثبتت مدرسة الشريف حيدر أن آلة العود تستطيع القيام بدور تعبيري عميق سواء بشكل منفرد أو العزف مع الاوركسترا.
2.عملت على جعل التقاسيم تتعدى حدود التطريب إلى أفاق تعبيرية ا رقى.
3.امتازت هذه المدرسة في أرساء قواعد جديدة لمدرسة العود لها ملامحها الخاصة ذات التكنيك العالي المستوى.
4.الاختلاف في دوزنة اوتار العود وتسمية اوتاره حيث سمي وتر اليكاه (ري) ووتر العشيران (مي) ووتر الدوكاه (لا) ووتر النوا (ري) ووتر الكردان (صول) ووتر القبا دوكاه (لا) واحياناً ينصب ري حسب المؤلفة الموسيقية.
5.وضع وتر القبا دوكاه أسفل أوتار العود وينصب (قرار دوكاه) واحيانا ينصب (قرار الراست)
6.اعتمدت مدرسة الشريف السماعيات والبشارف والقطع الموسيقية التي ألفها الفنان الشريف محيي الدين حيدر ذات التكنيك العالي منهجاً لها مبتعده عن فن التلحين الغنائي، بخلاف المدرسة المصرية التي جعلت من آلة العود وسيلة للتطريب ومبتعده عن التكنيك الذي لا ينسجم مع طبيعة التلحين الغنائي العربي، وكان نتاج هذه المدرسة فنانون برعوا في فن التلحين والعزف المنفرد ومنهم: رياض السنباطي، فريد الاطرش، محمد القصبجي.. وغيرهم من اساطين الأغنية المصرية.
7.اهتمت مدرسة الشريف بآلة العود بالدرجة الأولى ثم بالعلوم الموسيقية الأخرى (النظريات والصولفيج) وبشكل اساسي لكل عازف على الآلة.

## اوخر ايامه ووفاته
في الفترة بين عامي 1947 - 1948 تمرض الشريف محي الدين واخذ اجازة مرضية من وزارة المعارف العراقية آنذاك أمدها ثلاثة أشهر مع العطلة الصيفية وامدها ايضاً ثلاثة أشهر، وسافر من بغداد إلى أنقرة حيث اجريت له عملية جراحية لاستئصال اللوزتين، وبعد أن قضى إجازة الشهور الستة رجع إلى العراق، وأصيب بوعكة مرضية بعدها أضطرته للعوده إلى تركيا مرة أخرى، ولقد نصحه الأطباء بالبقاء في تركيا وارسل استقالته إلى وزارة المعارف بالبريد من هناك، في 8 نيسان/ أبريل عام 1950م، ثم تزوج من الفنانة التركية صفية آيلا.
وتوفي في مدينة إسطنبول في 13 أيلول/سبتمبر 1967.